# Чикаго-Би-билдинг
Чикаго-Би-билдинг (англ. Chicago Bee Building) — историческое здание в южной части города Чикаго (штат Иллинойс). Первоначально в нём размещалась редакция газеты Chicago Bee, ориентированной на негров Чикаго. Ныне же в его стенах располагается филиал Чикагской публичной библиотеки. 9 сентября 1998 года Чикаго-Би-билдинг получил статус достопримечательности Чикаго. Здание находится на территории чикагского района Дуглас.
Газета Chicago Bee была основана негритянским предпринимателем Энтони Овертоном в 1926 году. Построенное для неё здание служило подтверждением уверенности Овертона в жизнеспособности коммерческого района на Стейт-стрит. Это трёхэтажное здание, возведённое в стиле ар-деко 1920-х годов, было одним из самых живописных в этом районе. Первоначально на верхних этажах Чикаго-Би-билдинга существовали квартиры. Штаб-квартиры всех компаний Овертона размещались в этом здании до начала 1940-х годов, когда газета Chicago Bee прекратила свое существование. Так в 1930-х годах здесь среди прочих находились офисы Национального банка Дугласа и Overton Hygienic Company. До начала 1980-х годов в нём работала косметическая фирма Overton Hygienic Company, получившая известность и на национальном уровне. Городские власти Чикаго выкупили здание, в итоге разместив в нём филиал Публичной библиотеки Чикаго.
Чикаго-Би-билдинг входит в число девяти крупных построек в историческом районе Блэк-Метрополис-Бронзвилль. 30 апреля 1986 года здание было включено в Национальный реестр исторических мест США.

## Галерея

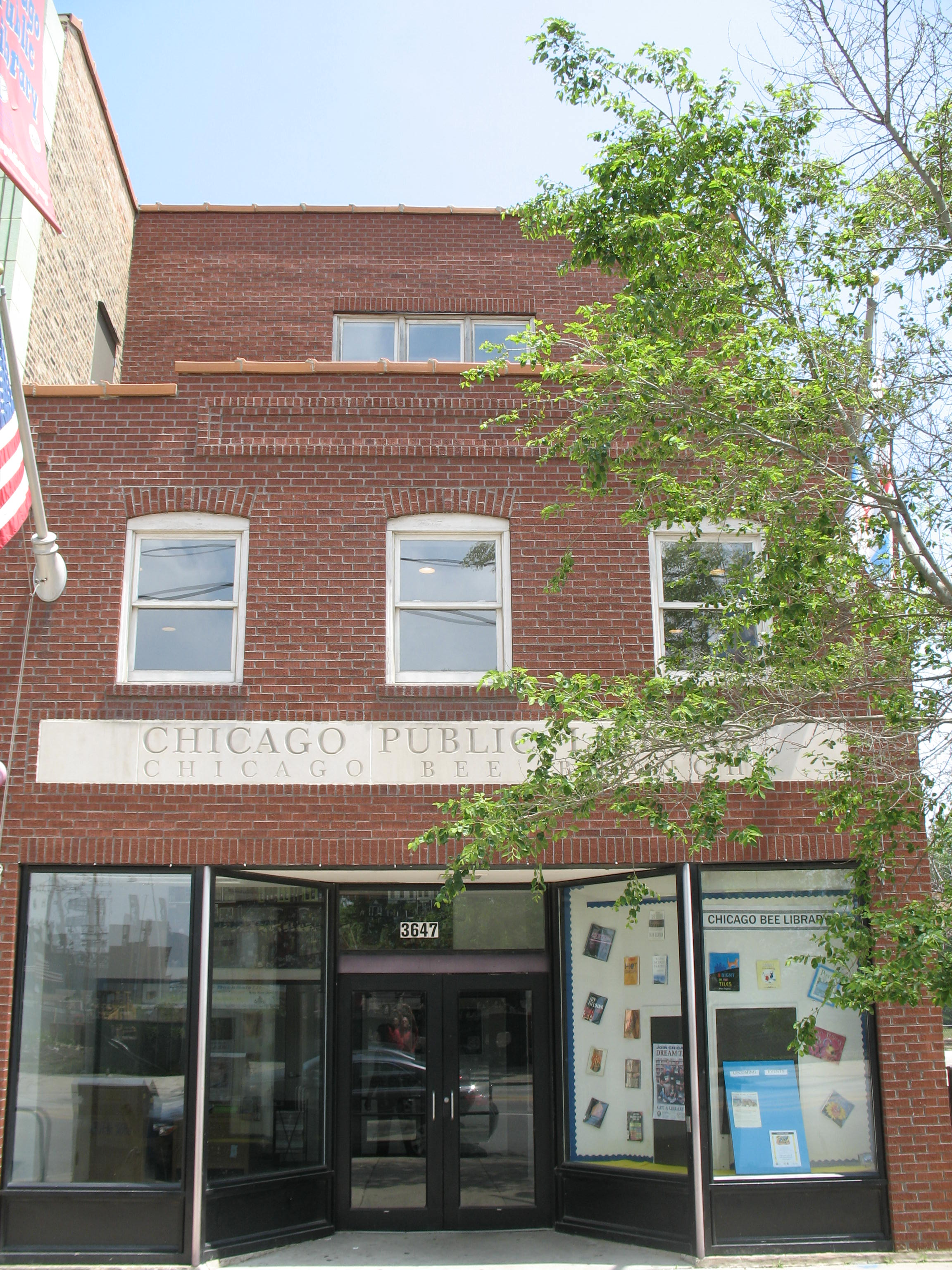
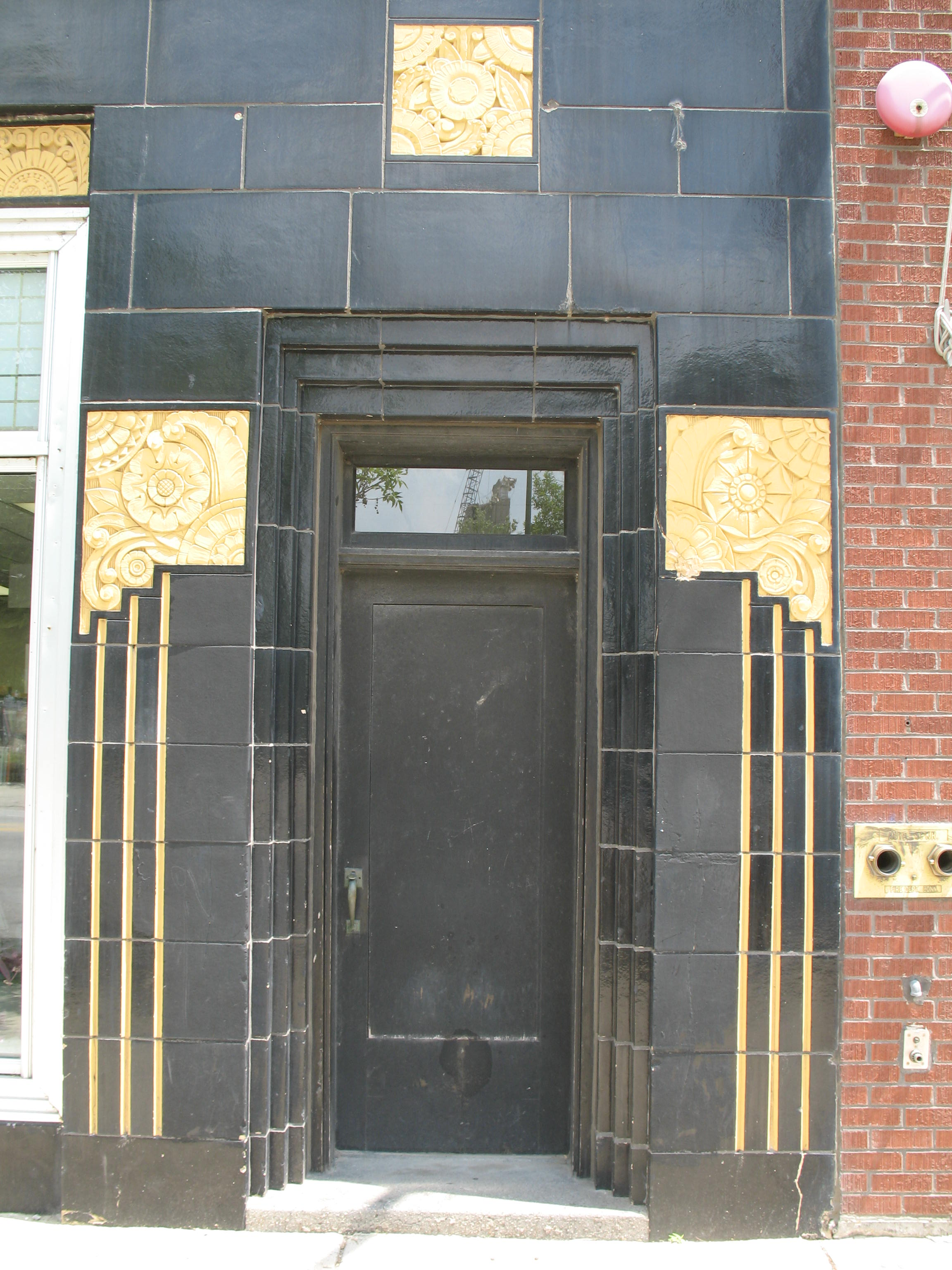